# Skåpesund

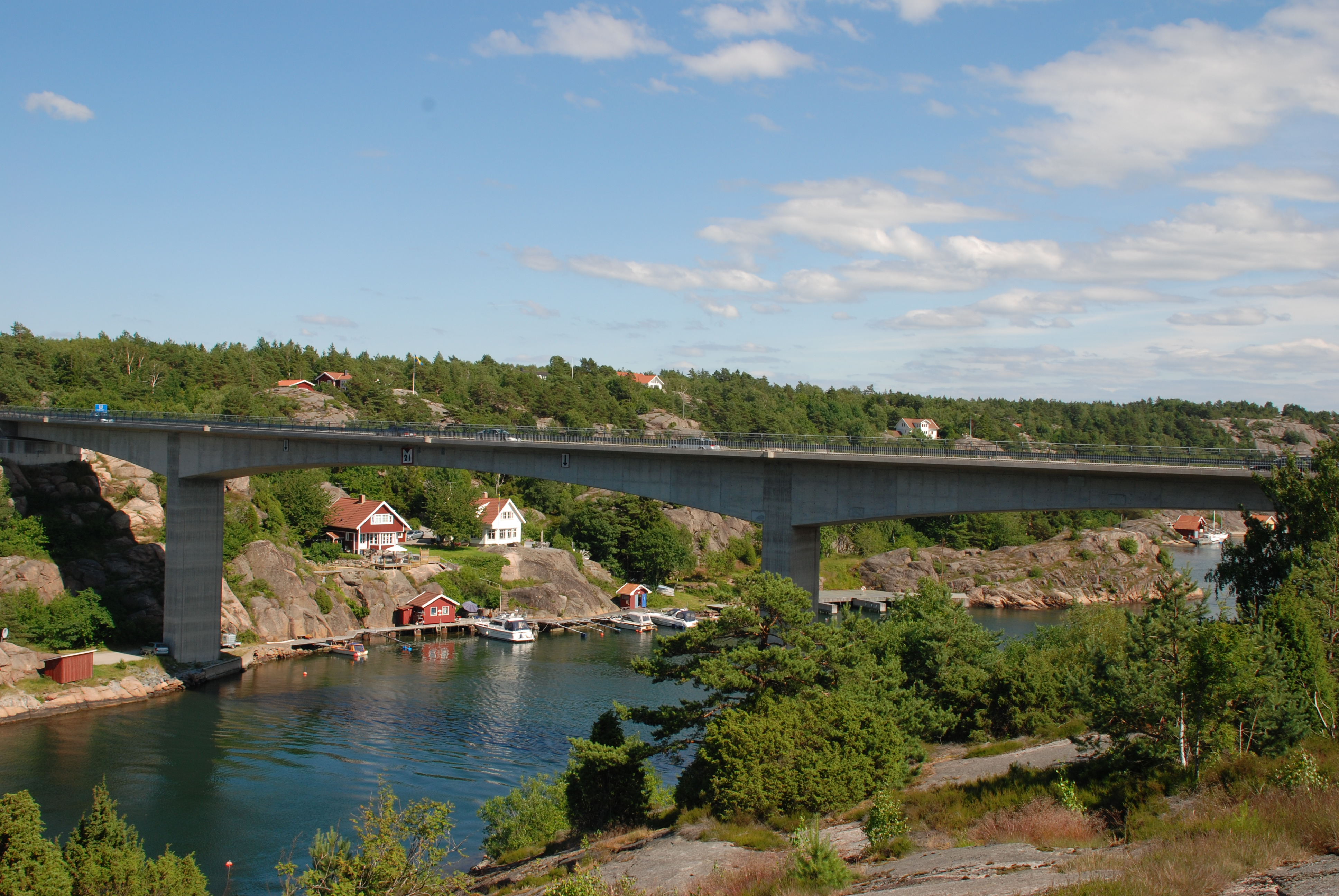
Skåpesundsbron

Skåpesund är en småort på ön Mjörn i Valla socken i Tjörns kommun i Bohuslän.
Skåpesund är också namnet på det smala sundet mellan Tjörn och Orust som förbinds av Skåpesundsbron. Målgången för kappseglingen Tjörn Runt sker i Skåpesund.